# Monteverdi Tiara
Der Monteverdi Tiara war ein Fahrzeug des Schweizer Automobilherstellers Monteverdi, das 1982 vorgestellt wurde. Er war das letzte Straßenfahrzeug, das Peter Monteverdi vor der Einstellung seines Betriebs konzipierte. Der Tiara folgte wie schon sein Vorgänger Sierra dem Konzept des Boutique-Autos. Er basierte auf der S-Klasse von Mercedes-Benz und unterschied sich vom Ausgangsfahrzeug vor allem durch neu gestaltete Karosserieteile an der Wagenfront sowie am Heck. Entgegen anfänglichen Planungen verzichtete Monteverdi auf eine Serienproduktion. Insgesamt entstanden nur drei Exemplare des Tiara.

## Hintergrund
Monteverdi hatte von 1967 bis 1976 in Kleinserie diverse Coupés, Cabriolets und Limousinen der Baureihe High Speed 375 produziert. Als Mitte der 1970er Jahre infolge der Ölkrise der Absatz für teure Hochleistungssportwagen einbrach, stellte Monteverdi die Produktion auf den Geländewagen Monteverdi Safari um, der auf US-amerikanischer Großserientechnik basierte und kostengünstig herzustellen war. Dieses Konzept setzte Monteverdi auch bei der 1977 vorgestellten viertürigen Limousine Sierra um, bei der es sich um eine stilistisch abgewandelte Version eines Dodge Aspen handelte. Die Limousine verkaufte sich weit weniger gut als die Geländewagen, gleichwohl blieb der Sierra über fünf Jahre lang in Monteverdis Programm. Die Produktion des Sierra lief aus, als Chrysler Ende 1981 den Dodge Aspen einstellte.
Bereits beim Sierra hatte Monteverdi auf Großserientechnik zurückgegriffen, um Entwicklungskosten so weit wie möglich zu beschränken. Diese Überlegung traf zu Beginn der 1980er Jahre umso mehr zu, als die gesetzgeberischen Anforderungen an die Fahrzeugsicherheit auf vielen potentiellen Absatzmärkten weiter erhöht worden waren und Versuche, diese Standards mit eigenen Produkten zu erfüllen, sehr kostenintensive Entwicklungsarbeiten vorausgesetzt hätten.
Hinsichtlich des Basisfahrzeugs für den neuen Monteverdi kam ein Rückgriff auf Chrysler-Produkte nicht mehr in Betracht: Chrysler hatte im Zuge einer Verkleinerung der eigenen Modellpalette keine Limousine mehr im Programm, die ausreichend motorisiert war, um Monteverdis Ansprüchen an einen Sportwagen zu genügen. Peter Monteverdi wählte stattdessen die S-Klasse-Limousine (Baureihe W 126), die im September 1979 vorgestellt worden war, als Grundlage für die Fahrzeuge der neuen Monteverdi-Generation.
Peter Monteverdi bezeichnete sein neues Fahrzeug in einem Verkaufsprospekt als „Superlative Monteverdi“. Um die Exklusivität des Modells zu unterstreichen, erhielt das Modell die an die Papstkrone erinnernde Bezeichnung Tiara.

## Einzelheiten

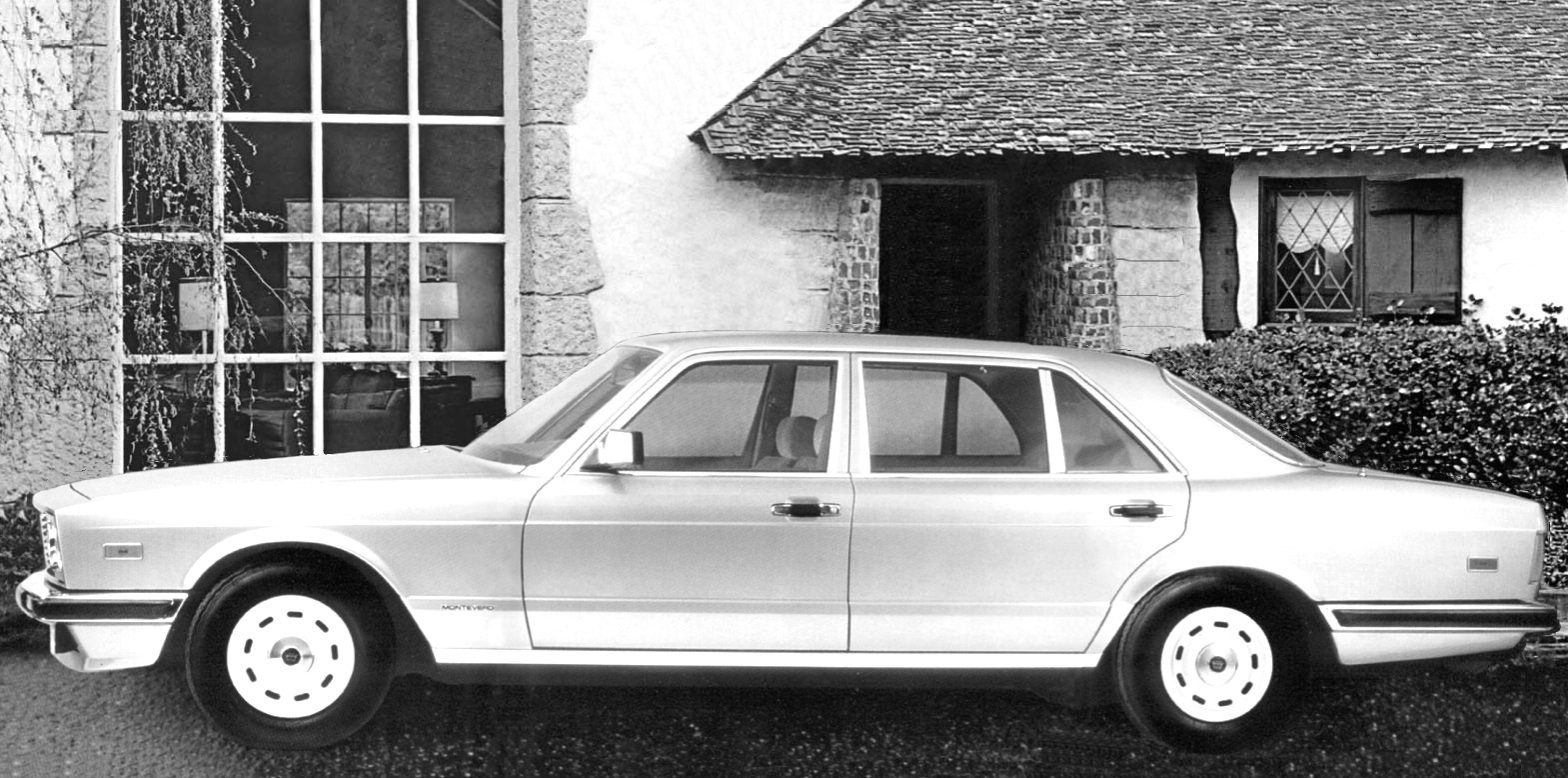
Monteverdi Tiara im Profil

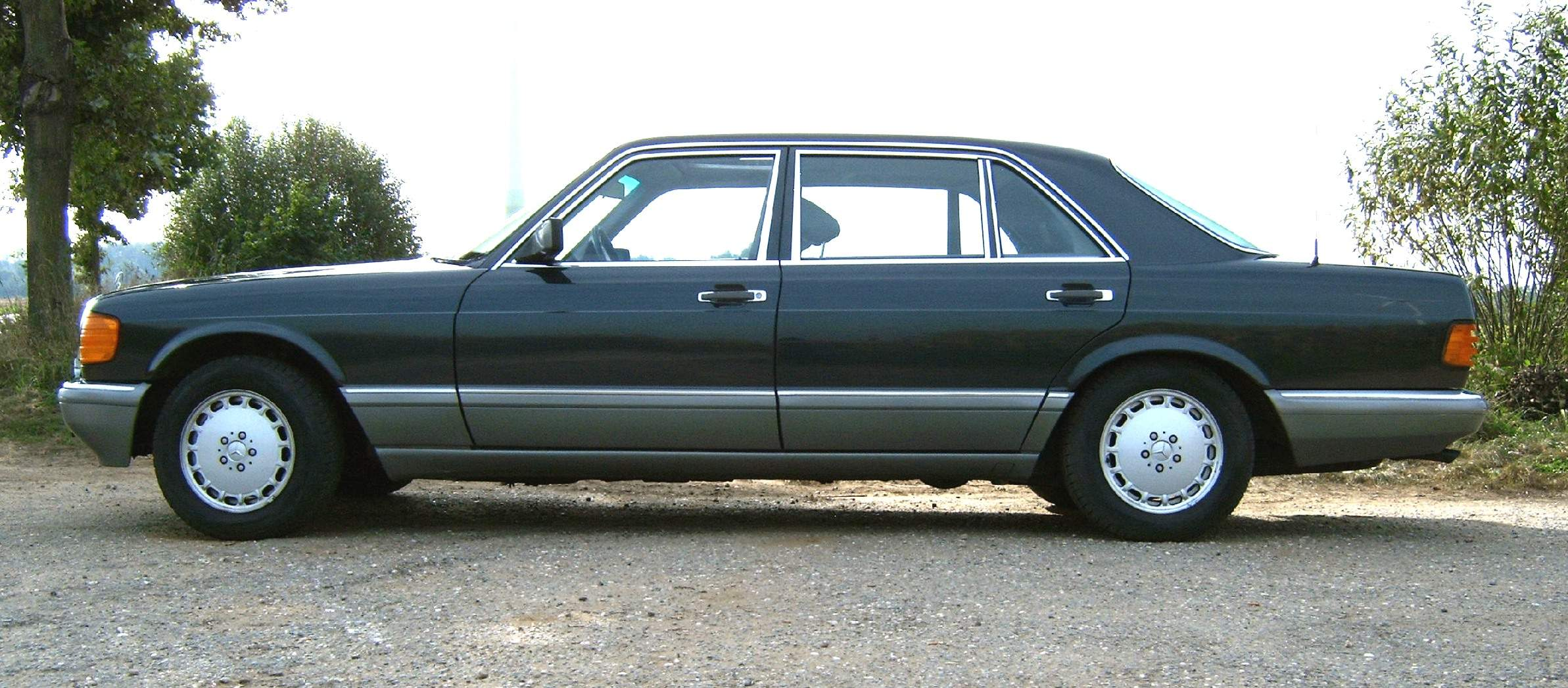
Im Vergleich: die Limousine der Mercedes-Benz S-Klasse (Baureihe W 126), die technische Basis des Tiara

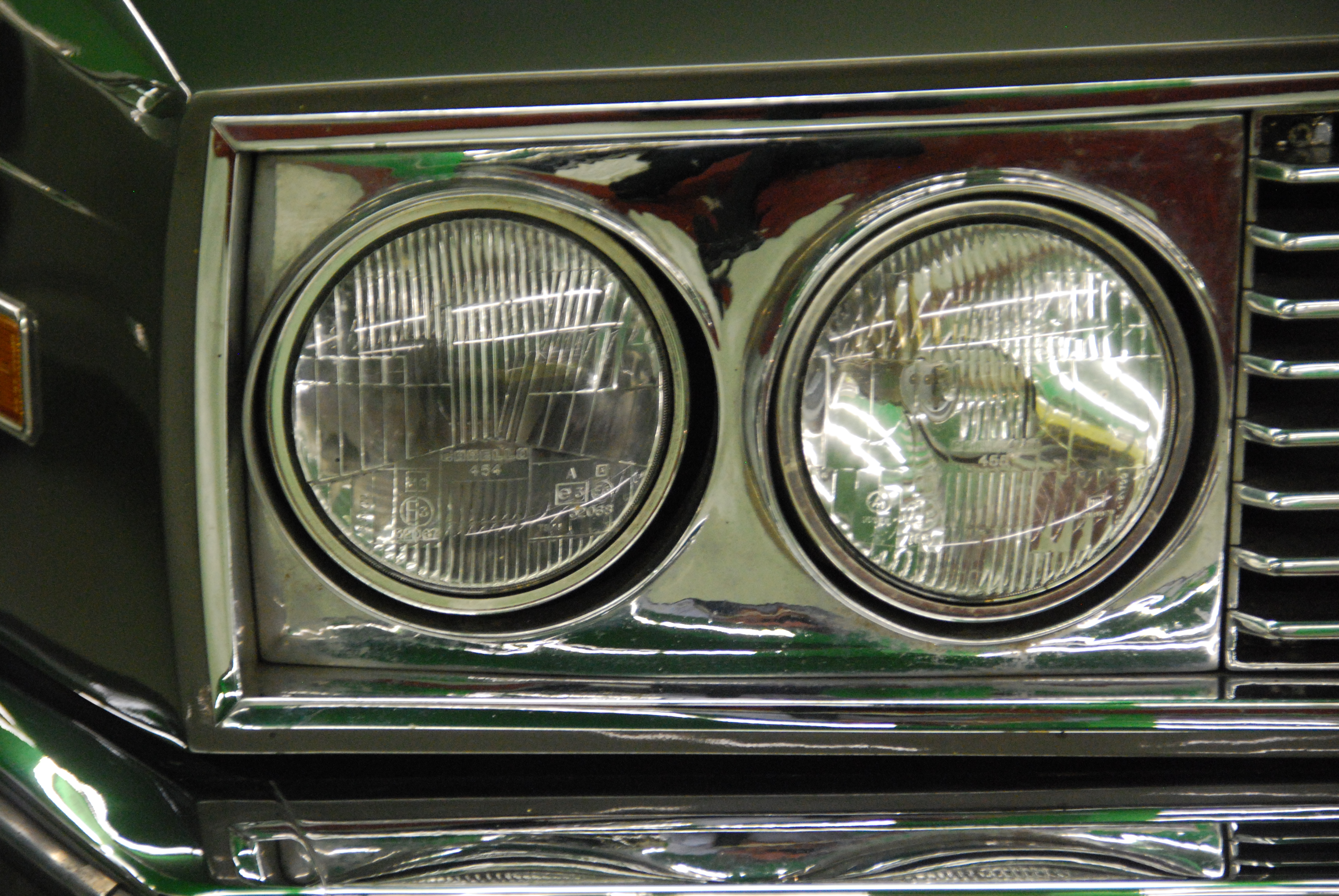
In Chrom eingefasste Rundscheinwerfer: die Frontpartie des Monteverdi Tiara

Basis des Tiara war die Langversion der Mercedes-Benz-S-Klasse-Limousine. Wie bereits im Falle des Sierra übernahm Monteverdi die gesamte Antriebstechnik, aber auch die Fahrgastzelle samt Türen und Verglasung des Basisfahrzeugs unverändert. Die äußeren Änderungen beschränkten sich auf eine Neugestaltung der Front- und der Heckpartie sowie auf eigenständige Stoßstangen.

### Karosserie
Die Frontpartie war eckig gestaltet. Anstelle der strömungsgünstigen Form des Basismodells installierte Monteverdi eine senkrechte, stark verchromte Fahrzeugfront mit vier Rundscheinwerfern. Der Kühlergrill bestand aus verchromten Streben. Die vorderen Kotflügel wurden entsprechend modifiziert. Die Motorhaube war ebenfalls neu gestaltet; sie war nun glattflächig und fiel kleiner aus als beim Mercedes-Benz. Die Form der Leuchteinheiten und ihre Einfassung zitierte klassische Designelemente der High-375-Reihe; einige Beobachter fühlten sich allerdings eher an die Alfa Romeo Alfetta der dritten Serie erinnert.
An der Heckpartie wurde die Linie des Kofferraums ebenfalls eckiger gestaltet. Die Rückleuchten spendete der Peugeot 505; sie waren geeignet, beim ungeübten Beobachter eine Assoziation zum kurz zuvor präsentierten Rolls-Royce Silver Spirit herzustellen. Neu waren auch die Stoßstangen. Statt der großen Kunststoffeinheiten des Basisfahrzeugs verwendete Monteverdi sehr schmale Stoßstangen, die in Chrom eingefasst waren und in die Wagenflanken hineinreichten. Die sogenannten Sacco-Bretter – die Kunststoffbeplankungen am unteren Rand der Türen – entfielen beim Monteverdi.
Insgesamt war das Design des Tiara nicht unumstritten. Die meisten Beobachter waren der Ansicht, dass die eckigen Anbauten des Monteverdi nicht zu den fließenden Linien des Basisfahrzeugs passten, das nach allgemeiner Ansicht eine der besten Arbeiten des Designers Bruno Sacco war. Das Fahrzeug wurde gelegentlich als „barock“ beschrieben, andere meinten, Monteverdi habe die S-Klasse so sehr entstellt, dass nicht einmal Mercedes-Benz das Auto noch erkenne.

### Motorisierung
Als Motorisierung verwendete Monteverdi die beiden größten Triebwerke der S-Klasse, d. h. die 3,8 Liter bzw. 5,0 Liter großen Achtzylindermotoren. Sie wurden unverändert übernommen. Ihre Leistungsausbeute betrug damit wie im Fall des Mercedes-Benz 204 bzw. 231 PS.

### Ausstattung
Hatte Peter Monteverdi im Fall seines 1977 vorgestellten Sierra das Interieur des Wagens noch weitgehend selbst gestaltet, so übernahm er nun die Gestaltung des Innenraums unverändert von Mercedes-Benz. Neu war allein ein Lenkrad, dessen Pralltopf das Monteverdi-Emblem trug. Die Ausstattung des Tiara war vollständig. Monteverdi übernahm das komplette Ausstattungsprogramm von Mercedes-Benz einschließlich Klimaanlage und einiger seinerzeit hochmoderner Systeme wie ABS und Airbag; es konnte auf Wunsch durch Monteverdi-typische Attribute wie Fernseh- und Diktiergerät ergänzt werden.

### Verkaufspreis
Der Monteverdi Tiara wurde 1982 zu einem Preis ab 172.000 Schweizer Franken angeboten, ein Jahr später lag der Basispreis bei 187.000 Schweizer Franken. Damit kehrte Monteverdi in die Kategorie der Hochpreisanbieter zurück, die er 1977 mit dem High Speed 375 verlassen hatte. Der Tiara war nahezu dreimal so teuer wie ein Sierra und doppelt so teuer wie eine entsprechende Mercedes-Benz-S-Klasse.

## Produktion
Nach Peter Monteverdis Konzept sollte die Herstellung der Tiara-Limousinen bei Monteverdi erfolgen; der Vertrieb dagegen sollte über Mercedes-Benz-Händler erfolgen. Es gibt Berichte, dass Monteverdi Anfang 1982 mit Mercedes-Benz eine entsprechende Einigung erzielt habe. Nachdem allerdings der verantwortliche Mercedes-Benz-Mitarbeiter einige Tage vor dem Genfer Automobilsalon 1982 verstorben war, habe Mercedes-Benz kein Interesse mehr am Tiara gehabt. Monteverdi habe das Projekt daraufhin aufgegeben.
Ende 1981 stellte Monteverdi drei Exemplare des Tiara her, die auf dem Genfer Autosalon im März 1982 ausgestellt wurden. Ob später mehr weitere Fahrzeuge aufgebaut wurden, ist zweifelhaft. Im Verkaufsprospekt von 1982 werden ein goldfarbenes und ein braunes Exemplar gezeigt. Die reguläre Autoproduktion in Basel wurde 1984 eingestellt; nach anderen Quellen endete sie 1987. Der im September 1983 herausgegebene Autokatalog 1983/84 führt den Monteverdi Tiara noch mit Bild und Preisangabe auf.

## Bestand
Bis zum Sommer 2015 existierten nachweislich drei Exemplare des Tiara:
- Ein silbernes Fahrzeug mit cremefarbener Lederausstattung stand bis zu dessen Schließung in Monteverdis Automobilmuseum in Binningen.

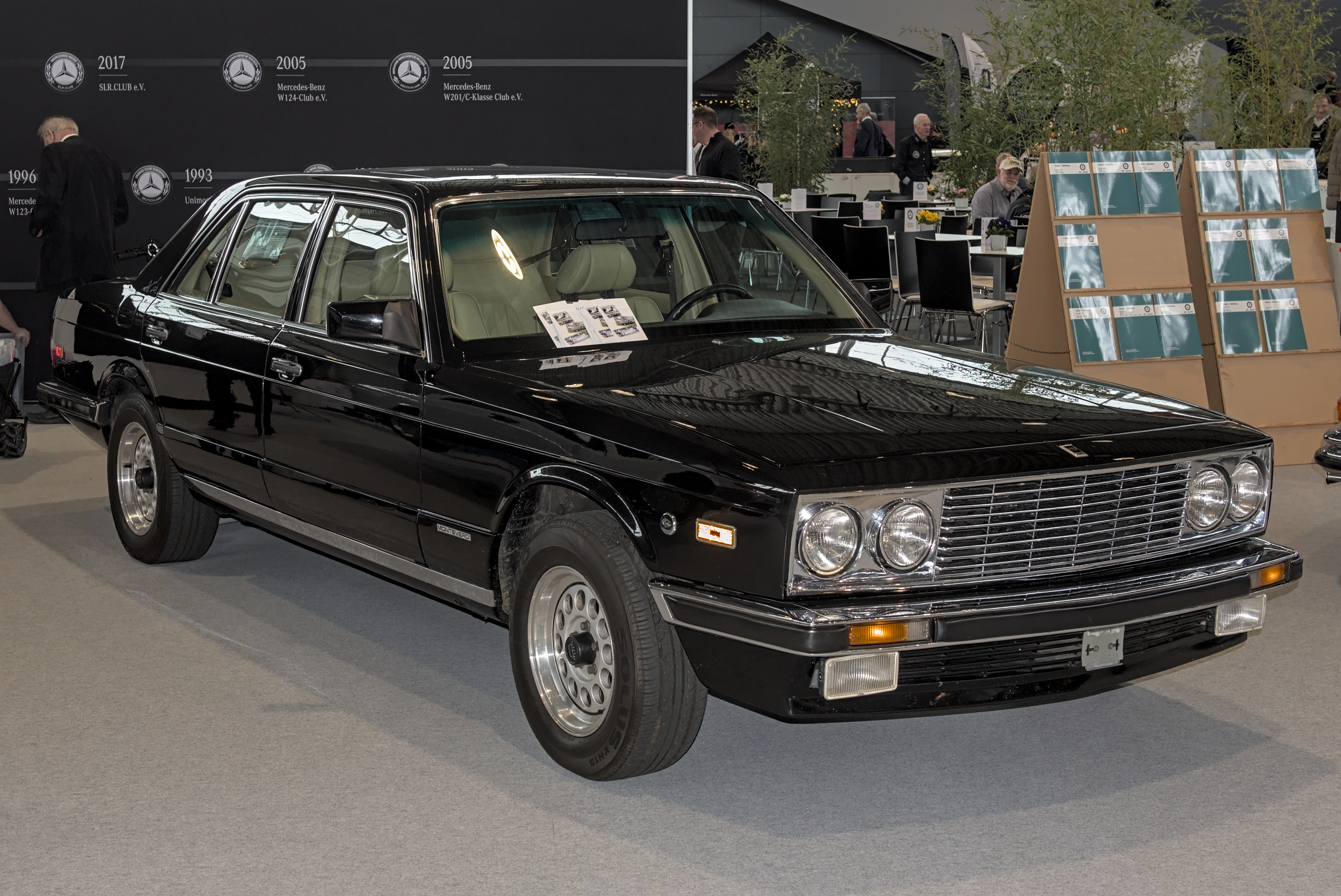
Monteverdi Tiara auf den Retro Classics 2025

- Ein schwarzer Tiara mit ebenfalls cremefarbener Lederausstattung, das jedenfalls zeitweise eine Zulassung im Kanton Basel-Landschaft hatte, wird gelegentlich auf Ausstellungen gezeigt.[11]

- Schließlich existierte ein Tiara mit goldfarbenem bzw. hellgrünem Metallic-Lack, der eine Innenausstattung aus Stoff hatte.[12] Dieses Exemplar wurde im Juli 2015 beim Brand der Ziegelei Dättnau in Winterthur zerstört, in deren Halle der Tiara abgestellt war.[13]